# آقای ناتوارلال
آقای ناتوارلال (انگلیسی: Mr. Natwarlal) یک فیلم است که در سال ۱۹۷۹ منتشر شد. از بازیگران آن می‌توان به آمیتاب باچان، رخا، قادر خان، و امجد خان اشاره کرد.